# Großer Preis von Brasilien (Motorrad)

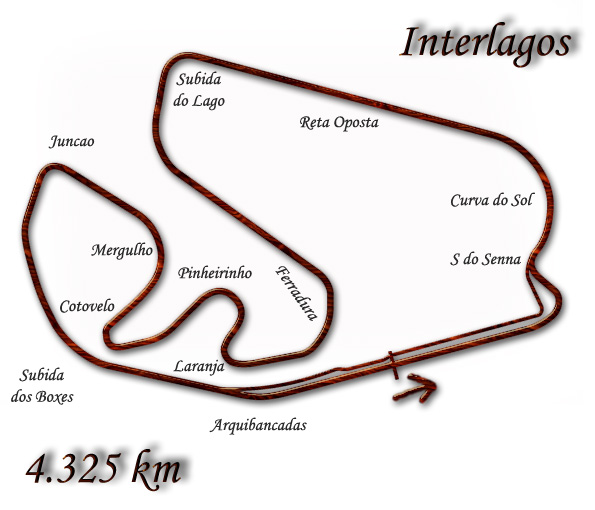
Streckengrafik des Autódromo José Carlos Pace

Der Große Preis von Brasilien für Motorräder war ein Motorrad-Rennen, das zwischen 1987 und 1992 viermal ausgetragen wurde und zur Motorrad-Weltmeisterschaft zählte.

## Geschichte
Das Rennen fand von 1987 bis 1989 im Autódromo Internacional Ayrton Senna von Goiânia und 1992 im Autódromo José Carlos Pace bei São Paulo statt.
Auch 1990 und 1991 war ein Grand Prix von Brasilien vorgesehen, die Rennen wurden jedoch jeweils zu Saisonbeginn abgesagt. 1991 wurde als Ersatzveranstaltung der Große Preis von Le Mans ausgetragen.
In der Saison 2014 steht der Große Preis wieder im Rennkalender der Motorrad-WM und wird auf dem Autódromo Internacional Nelson Piquet nahe Brasília ausgetragen.
Rekordsieger sind Dominique Sarron aus Frankreich und der Italiener und Luca Cadalora, die das Rennen jeweils zwei Mal gewinnen konnten.

## Statistik
| Auflage | Jahr | Strecke    | Klasse  | Sieger                   | Zweiter                | Dritter                       | Pole-Position            | Schn. Rennrunde          |
| ------- | ---- | ---------- | ------- | ------------------------ | ---------------------- | ----------------------------- | ------------------------ | ------------------------ |
| 1       | 1987 | Goiânia    | 250 cm³ | Dominique Sarron (Honda) | Sito Pons (Honda)      | Carlos Cardús (Honda)         | Dominique Sarron (Honda) | Sito Pons (Honda)        |
| 1       | 1987 | Goiânia    | 500 cm³ | Wayne Gardner (Honda)    | Eddie Lawson (Yamaha)  | Randy Mamola (Yamaha)         | Wayne Gardner (Honda)    | Wayne Gardner (Honda)    |
|         |      |            |         |                          |                        |                               |                          |                          |
| 2       | 1988 | Goiânia    | 250 cm³ | Dominique Sarron (Honda) | Carlos Lavado (Yamaha) | Sito Pons (Honda)             | Dominique Sarron (Honda) | Luca Cadalora (Yamaha)   |
| 2       | 1988 | Goiânia    | 500 cm³ | Eddie Lawson (Yamaha)    | Wayne Gardner (Honda)  | Kevin Schwantz (Suzuki)       | Wayne Gardner (Honda)    | Eddie Lawson (Yamaha)    |
|         |      |            |         |                          |                        |                               |                          |                          |
| 3       | 1989 | Goiânia    | 250 cm³ | Luca Cadalora (Yamaha)   | Masao Shimizu (Honda)  | Loris Reggiani (Honda)        | Loris Reggiani (Honda)   | Luca Cadalora (Yamaha)   |
| 3       | 1989 | Goiânia    | 500 cm³ | Kevin Schwantz (Suzuki)  | Eddie Lawson (Honda)   | Wayne Rainey (Yamaha)         | Wayne Rainey (Yamaha)    | Eddie Lawson (Honda)     |
|         |      |            |         |                          |                        |                               |                          |                          |
| 4       | 1992 | Interlagos | 125 cm³ | Dirk Raudies (Honda)     | Jorge Martínez (Honda) | Alessandro Gramigni (Aprilia) | Kazuto Sakata (Honda)    | Dirk Raudies (Honda)     |
| 4       | 1992 | Interlagos | 250 cm³ | Luca Cadalora (Honda)    | Max Biaggi (Aprilia)   | Loris Reggiani (Aprilia)      | Max Biaggi (Aprilia)     | Loris Reggiani (Aprilia) |
| 4       | 1992 | Interlagos | 500 cm³ | Wayne Rainey (Yamaha)    | John Kocinski (Yamaha) | Doug Chandler (Suzuki)        | John Kocinski (Yamaha)   | Wayne Rainey (Yamaha)    |

## Verweise